# Fritz Sturm
Pour les articles homonymes, voir Sturm.
Fritz Sturm est un juriste allemand né le 13 juin 1929 à Constance et mort le 14 mars 2015 . 
Il fut l'époux de Gudrun Sturm (née Hoffmann), docteur en droit, sa collaboratrice et coauteur de nombreux travaux.

## Biographie
Fritz Sturm est né à Constance (Allemagne) où il a fait des études classiques au Heinrich-Suso-Gymnasium. Il a ensuite fait des études de sciences de l'Antiquité classique et de droit, dans les universités de Tübingen, de Lausanne, de Genève, de Bologne et de Heidelberg. Il obtient le titre de docteur de l'Université de Lausanne en 1957, avec une thèse intitulée: "Abalienatio. Essai d'explication de la définition des Topiques (Cic., Top. 5, 28)", rédigée sour la direction de Philippe Meylan.
Sa carrière universitaire commence en tant qu'assistant et chargé d'enseignement à l'Université de Heidelberg, près la chaire de Hubert Niederländer.

Il soutient sa thèse d'habilitation à l'Université de Munich, sous la direction de Wolfgang Kunkel en 1964.

En 1964, il est appelé à succéder à Philippe Meylan à l'Université de Lausanne, comme titulaire de la chaire de droit romain, au titre de professeur extraordinaire.

De 1966 à 1971, il est professeur ordinaire à l'Université de Mayence, où il enseigne le droit romain, le droit civil et le droit international privé.

De 1971 à 1977, il est professeur ordinaire à l'Université de Marbourg. Attiré par la perspective d'enseigner dans la prestigieuse université de Savigny, il était également avide de collaborer avec les prestigieux instituts d'histoire du droit et de papyrologie.

De 1977 à 1999, année de son éméritat, il est à nouveau professeur à l'Université de Lausanne, où il enseigne le droit allemand, le droit international privé et le droit romain. Pendant cette période presque 6000 étudiants allemands se sont inscrits à Lausanne pour suivre ses cours, séminaires et travaux pratiques.

Les domaines de recherche de Fritz Sturm sont le droit romain (en particulier le droit des biens et des obligations), le droit international privé (tant du point de vue historique que contemporain) et le droit privé (en particulier le droit de la famille, le droit des successions, le droit de la nationalité...). 

Dans les domaines du droit romain, Fritz Sturm a dirigé deux thèses de doctorat:
- Roger Vigneron, Offerre aut deponere. De l'origine de la procédure des offres réelles suivies de consignation. Thèse Faculté de Droit de Liège 1979, 240 p.
- Jean-François Gerkens, Aeque perituris... Une approche de la causalité dépassante en droit romain classique. Collection scientifique de la Faculté de Droit de Liège. Liège 1997, 377p.

Les travaux de Fritz Sturm ont notamment débouché sur deux évolutions importantes du droit international privé: D'une part, sa proposition d'adopter la loi d'autonomie comme facteur de rattachement dans le droit de la famille a été adoptée par le droit européen (Rome III). Et d'autre part, son opiniâtreté a permis que les femmes allemandes et suisses mariées avec des étrangers puissent transmettre leur nationalité à leurs enfants.